# Delirium tremens (ontwenningsverschijnsel)
Een delirium tremens is een vorm van delier die optreedt als ontwenningsverschijnsel bij alcoholverslaving en soms andere substanties.
De belangrijkste symptomen zijn stuipen en sterke visuele hallucinaties of illusies. Deze zijn vaak fobisch van aard: een lijder aan delirium tremens ervaart mensen, voorwerpen, schaduwen enz. als bedreigend. De lijder ziet vaak 'beestjes' zoals mieren of rupsen. Verder kunnen geheugenverlies en desoriëntatie optreden.
Het delirium tremens treedt meestal op 48 tot 72 uur nadat de persoon zijn laatste alcohol heeft gedronken. De verschijnselen kunnen enkele uren tot enkele dagen duren. Een voorstadium van delirium kan bijvoorbeeld heftige trillingen zijn.

## Beschrijving
Een delirium tremens is:
1. een bewustzijnsstoornis, die leidt tot verminderd besef van de omgeving, inclusief verminderde concentratie.
2. Een verandering in de cognitieve functies, zoals geheugenstoornis, desoriëntatie en formele denkstoornis (taalgebruik). Aangevuld met:
  1. Illusies of hallucinaties en hallucinatoir handelen. De persoon heeft daar ook angst voor.
  2. verstoord dag-nachtritme met 's nachts veel delirante toestanden, ook leidend tot slapeloosheid (= insomnie),
  3. ontwikkeling van agressie en lijden aan achtervolgingswaan (paranoia).
3. Een delirium tremens ontwikkelt zich in korte tijd, meestal uren tot dagen, en fluctueert in heftigheid. Het kan ook vrij snel weer voorbij zijn, in zeldzame gevallen duurt het echter tot enkele weken. Het delirium tremens kan voortduren, zolang de oorzaak (de alcoholonthouding of -ontwenning) niet verdwenen is.

De oorzaak is het feit dat zware, chronische drinkers een psychische tolerantie ontwikkelen tegen alcohol, omdat de zenuwcellen in het cerebrum zich gaan afschermen. Hierdoor functioneren de hersenen zo normaal mogelijk onder de deprimerende werking van alcohol. Wanneer een alcoholist van de één op de andere dag geen alcohol meer drinkt, schiet de hersenactiviteit omhoog, en kan de persoon in kwestie een epilepsieaanval krijgen of in een delirium tremens geraken. Chronische drinkers hebben ook vaak een tekort aan vitamine B1 thiamine.
Dit tekort wordt ook vaak in verband gebracht met een delirium tremens.
Er zijn aanwijzingen uit onderzoeken dat langdurig alcoholgebruik het aantal GABA-receptoren verlaagt.
Naast de vorige kenmerken van het delirium komen hier ook tremoren, overvloedig zweten, rood aangelopen gelaatskleur en hartkloppingen voor. Ook de eetlust is meestal gedaald.

## Behandeling
De volgende medicijnen kunnen gebruikt worden voor een behandeling: o.a. haloperidol (Haldol®), clorazepinezuur (Tranxène®), clomethiazol (Distraneurine®) en diazepam (Valium®) in vooral hoge doseringen.

## Culturele verwijzingen
Buiten de medische wereld wordt delirium tremens meestal met overmatig alcoholgebruik geassocieerd: men neemt aan dat de verschijnselen kunnen optreden nadat mensen buitensporig veel drinken. Culturele verwijzingen gaan meestal over de hallucinaties, die soms overdreven worden. Spreekwoordelijk zijn de 'roze olifanten' die het verschijnsel zou kunnen oproepen. Het Belgische biermerk met dezelfde naam beeldt de roze olifanten af op zijn etiketten.
De Ierse zanger-liedschrijver Christy Moore schreef ooit een lied met de titel "Delirium tremens". Ook het nummer "Beestjes" van Ronnie en de Ronnies beschrijft dit verschijnsel.